# Антоній (Путнянський-Черновський)

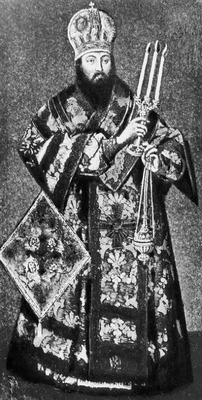
Митрополит Антоній

Антоній (Путнянський-Черновський) — предстоятель Молдавської православної церкви (1730—1740); єпископ православних катедр на Гетьманщині та Слобідській Україні. Архієрей синодальної Російської православної церкви. Лідер румунської еміграції в Московії у XVIII ст.

## Біографія
Народився в кінці XVII ст. у Чернівцях (Чернівецький цинут, Молдавське князівство) в заможній українській родині.
Його батько став одним з перших насельників монастиря «Гореча» (1712).
З юних років був послушником Путнянського монастиря, де й прийняв чернечий постриг з ім'ям «Антоній». Там же й отримав освіту.
У кінці 1710-их молодий монах приєднався до братії монастиря Гореча, де був висвячений на ієромонаха. У подальшому, на згадку про своє перебування в обителі, владика Антоній збудував у цьому монастирі дерев'яну церкву та келії для монахів. Разом зі своїм братом Сильвестром, пожертвував земельну ділянку в Чернівцях.
У 1720-их Антоній (Путнянський-Черновський) вже згадується як єпископ Радівецький.
У 1730-1740 рр. очолював митрополичу кафедру у Яссах — був предстоятелем Молдавської православної церкви.
Під час Російсько-турецької війни (1735—1739) вдався до співпраці з урядом Російської імперії. В результаті утік із Молдови разом із московським корпусом Бургарда Мініха.
Не зважаючи на заборону Святішого Синоду РПЦ призначати архієреями вихідців з Османської імперії, указом від 29 травня 1740 року призначений митрополитом Чернігівським та Ніжинським на Гетьманщині.
У квітні 1742 брав участь у коронації Єлизавети Петрівни.
Указом Синоду РПЦ від 6 вересня 1742 Антоній  призначений архієреєм Бєлгородської єпархії, яка обіймала території Слобідської України.
Як засвідчує історіографія, вище російське духовенство так і не сприйняло «чужинця». Архієрейське служіння владики Антонія в Україні супроводжувалось скандалами, доносами, інтригами. У провину архієрею ставилась любов до їзди верхи у шароварах, і всілякого роду нісенітниці про розтрати та «утримання жінки». Не подобалась і благодійна діяльність Антонія (утримання в архієрейській резиденції співвітчизників - біженців з Молдавії).
Цькування не минуло безслідно, і у лютому 1748 Антоній (Путнянський-Черновський) помер. Був похований 11 лютого у Свято-Троїцькому соборі в Бєлгороді.

## Галерея

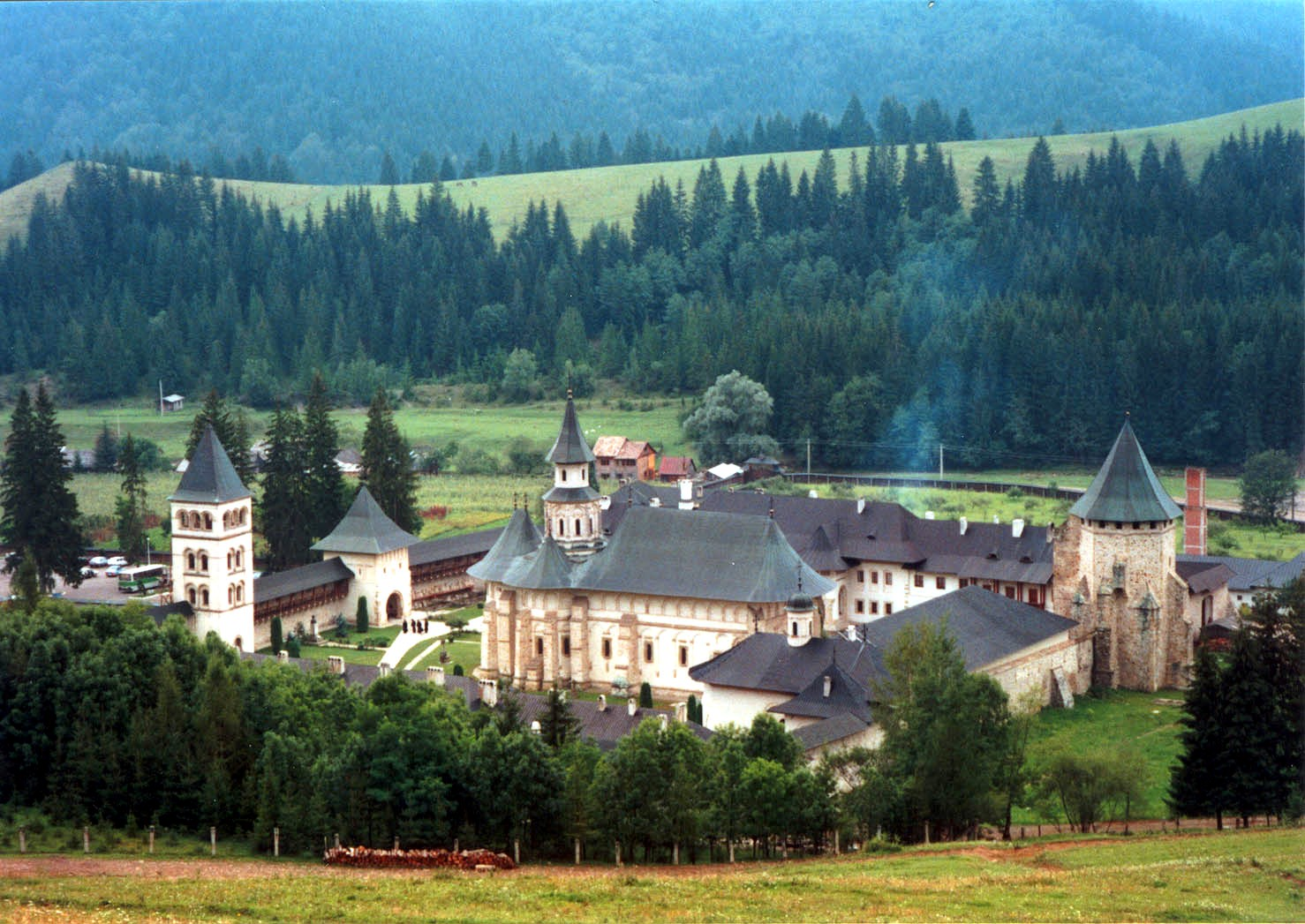
Путнянський монастир
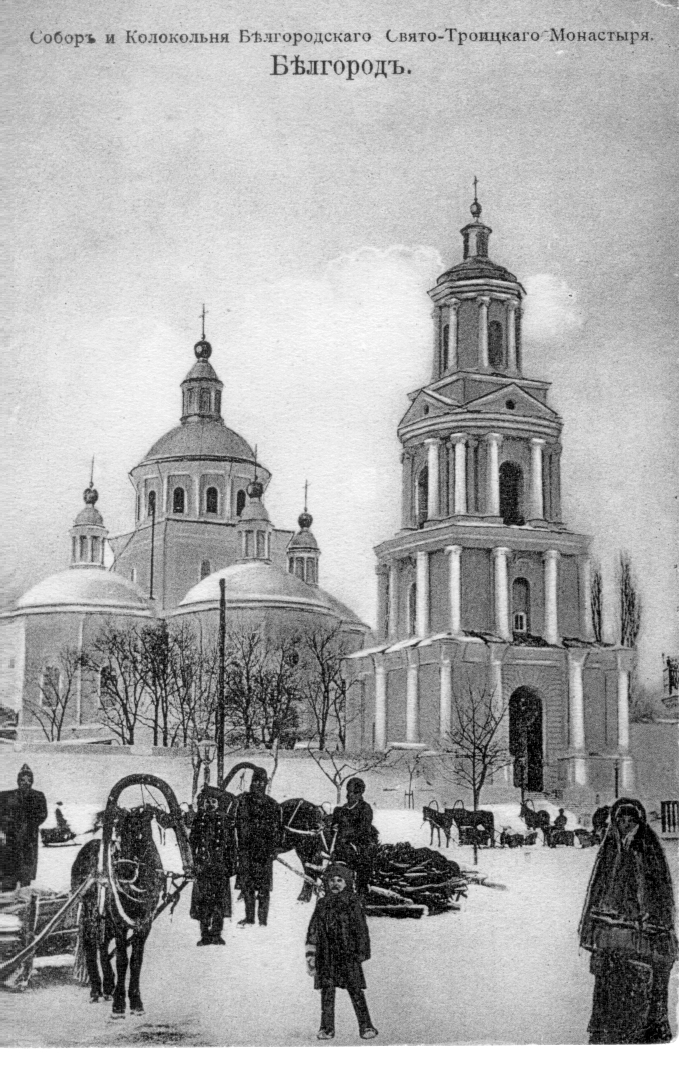
Свято-Троїцький собор у Бєлгороді (нині не існує)